# Ivo Fürer
Ivo Fürer (Gossau, 20 aprile 1930 – Gossau, 12 luglio 2022) è stato un vescovo cattolico svizzero.

## Biografia
Ivo Fürer nacque a Gossau il 20 aprile 1930, figlio di Jakob Fürer, giurista e sindaco, e cugino di Arthur Fürer, musicista e compositore.

### Formazione e ministero sacerdotale
Studiò teologia cattolica all'Università di Innsbruck.
Il 3 aprile 1954 fu ordinato presbitero per la diocesi di San Gallo nella cattedrale diocesana da monsignor Joseph Meile. Lo stesso anno venne inviato a Roma per studi. Nel 1957 conseguì il dottorato in diritto canonico presso la Pontificia Università Gregoriana con una tesi intitolata "Die Eigentümer der st.-gallischen Bistumsfonds und der aus Kirchengut hervorgegangenen Fonds des kath. Konfessionsteils des Kantons St. Gallen". Tornato in patria fu vicario parrocchiale a Herisau dal 1958 al 1963 e ad Altstätten dal 1963 al 1967; segretario del vescovo Joseph Hasler dal 1967 e vicario episcopale a San Gallo dal 1969. Nel 1971 collaborò alla fondazione dell'Associazione delle Chiese cristiane in Svizzera, un organo del Consiglio nazionale delle Chiese. Nel 1972 divenne presidente del sinodo svizzero e diocesano. Dal 1977 al 1995 fu segretario generale del Consiglio delle conferenze dei vescovi d'Europa. Nel 1991 divenne decano del capitolo dei canonici della cattedrale di San Gallo. Dopo il ritiro del vescovo Otmar Mäder fu eletto amministratore diocesano.

### Ministero episcopale
Il 28 marzo 1995 il capitolo dei canonici della cattedrale di San Gallo lo selezionò come nuovo vescovo. Il giorno successivo papa Giovanni Paolo II confermò la nomina. Ricevette l'ordinazione episcopale il 5 giugno successivo nella cattedrale di San Gallo e Sant'Otmar a San Gallo per imposizione delle mani del vescovo emerito di San Gallo Otmar Mäder, co-consacranti il vescovo titolare di Mauritania Henri Salina e il vescovo di Magonza Karl Lehmann.
Nel 1995 monsignor Fürer e il cardinale Carlo Maria Martini guidarono la formazione di un gruppo di circa una dozzina di cardinali e vescovi affini (definito dalla stampa "gruppo di San Gallo") che si riunirono ogni anno fino al 2006 a San Gallo per discutere delle riforme della Chiesa, tra cui la nomina dei vescovi, la collegialità, il ruolo delle Conferenze episcopali, il primato del papato e la  morale sessuale. Differivano tra loro, ma condividevano l'opinione che il cardinale Joseph Ratzinger non fosse il tipo di candidato che speravano di vedere eletto al successivo conclave. Anche se alcuni rapporti dei mezzi di comunicazione definirono questo come una cospirazione, nel 2015 Fürer affermò che era parte di una cerchia di amici (in tedesco "Freundeskreise") e che dapprima discutevano di politica ecclesiale e poi anche di candidati al papato quando la salute di papa Giovanni Paolo II iniziò a declinare. Disse anche che si erano incontrati per l'ultima volta nel 2006.
Il 16 ottobre 2005 papa Benedetto XVI accettò la sua rinuncia al governo pastorale della diocesi per raggiunti limiti di età.
In seno alla Conferenza dei vescovi svizzeri fu responsabile dei servizi del diaconato e del soccorso ai poveri. A partire dal 1997 diresse il segretariato del Consiglio delle conferenze dei vescovi d'Europa. Dal 1998 al 2009 fu anche presidente del Consiglio di fondazione dello Swiss Catholic Lenten Fund (Fastenopfer), un'organizzazione benefica cattolica romana con sede a Lucerna che combatte la fame e la povertà e promuove lo sviluppo di uno stile di vita sostenibile. Dopo il suo ritiro fu presidente del Consiglio della Fondazione della Quaresima e membro dell'Unione svizzera degli studenti.
Nel 2005 l'Università di Friburgo gli conferì un dottorato honoris causa in riconoscimento del suo contributo all'attuazione dei principi del Concilio Vaticano II in Svizzera e in Europa.
Nel 2007 l'Università di San Gallo lo nominò senatore onorario per "il suo importante contributo alla promozione dell'apertura e della tolleranza oltre i confini di denominazioni e culture".
Colpito dalla malattia di Parkinson da diversi anni, morì a Gossau nel pomeriggio del 12 luglio 2022 all'età di 92 anni. Le esequie si tennero il 18 luglio alle ore 10 nella cattedrale di San Gallo e Sant'Otmar a San Gallo. Al termine del rito fu sepolto nella cripta di Sant'Otmar nello stesso edificio.

## Opere
- Die Eigentümer der st.-gallischen Bistumsfonds und der aus Kirchengut hervorgegangenen Fonds des kath. Konfessionsteils des Kantons St. Gallen, Menziken, 1960,  p. 205.
- Wurde das Kloster St. Gallen jemals kirchlich aufgehoben?, Weimar, Böhlau, 1962,  p. 9.
- Das zweite Vatikanische Konzil, Herisau, 1962,  p. 52.
- Wurde das Kloster St. Gallen jemals kirchlich aufgehoben?, in Zeitschrift der Savigny-Stiftung für Rechtsgeschichate. Kanonische Abteilung, n. 48, San Gallo, 1962,  pp. 352–360.
- Wurde das Kloster St. Gallen jemals kirchlich aufgehoben?, in Zeitschrift der Savigny-Stiftung für Rechtsgeschichte: Kanonistische Abteilung, vol. 48, n. 1, 1º agosto 1962,  pp. 352–360.
- con Josephus Hasler, Synode 72, die Bestellung und Verteilung des Bischofsbriefes, San Gallo, 1962.
- Reform einiger Tertiarinnenhäuser in der nachtridentinischen Zeit, Monaco di Baviera, Schöningh, 1968,  p. 15.
- De synodo dioecesana, in Periodica de re morali, canonica, liturgica, vol. 62, Roma, Pontificia Università Gregoriana, 1973,  pp. 117–131.
- Capitulum Cathedrale aliaque dioecesana Consilia in Helvetia, in Periodica de re morali, canonica, liturgica, vol. 65, Roma, Pontificia Università Gregoriana, 1976,  pp. 687–696.
- con Willy Bünter, Unsere Pfarrei - ein Netz: [Vorschläge zur Gestaltung von Pfarreiratsweekends], Lucerna, Arbeitsstelle für Bildungsfragen, 1980.
- 125 Jahre Rheintalische Volkszeitung: Jubiläumsausgabe, Altstätten, Rheintalische Volkszeitung, 1980,  p. 52.
- con Jean Fischer, Rassemblement œcuménique européen de Bâle 15-21 mai 1989: paix et justice pour la création entière: intégralité des textes et documents officiels, collana Documents des Églises, Parigi, Éditions du Cerf, 1989,  p. 527, ISBN 978-2204040433.
- con Paul Huot-Pleuroux, L'Europe et l'Eglise en Suisse, collana Documentation SKAF, Lucerna, Schweizerische Katholische Arbeitsgemeinschaft für Ausländerfragen, 1989,  p. 38.
- con Hubert Müller e Hermann Josef Pottmeyer, Die Bischofskonferenz. Theologischer und juristischer Status, Düsseldorf, Patmos Verlag, 1989,  p. 304, ISBN 978-3491777743.
- con Volkmar Deile e Jean Fischer, Paix et justice pour la création entière: Rassemblement Œcumuménique Européen, Bâle 15-21 mai 1989: le message et le document: histoire et préparation, collana Documents des Églises, Parigi, Éditions du Cerf, 1989,  p. 99, ISBN 978-2204040679.
- con Paul Huot-Pleuroux, Europa und die Kirche in der Schweiz, collana SKAF-Dokumentation, Lucerna, Schweizerische Katholische Arbeitsgemeinschaft für Ausländerfragen, 1989,  p. 36.
- con Jean Fischer, Frieden in Gerechtigkeit Dokumente der Europäischen Ökumenischen Versammlung, Basilea, Reinhardt, 1990,  p. 382, ISBN 978-3545240742.
- con Michael Fuss, Kurt Koch, Franz König e Guido Vergauwen, Neuevangelisierung Europas. Chancen und Versuchungen, Friburgo, St. Paul AG Universitätsverlag, 1993,  p. 156, ISBN 978-3722803180.
- Das Bistum St. Gallen feiert sein 150jähriges Bestehen: Blick in die Vergangenheit und Zukunft der Kirche, in Ostschweiz, 13 gennaio 1997.
- Dr. Ivo Fürer: "Auch ein Bischof darf sich an schönen Dingen erfreuen" : Interview mit Dr. Ivo Fürer (65), dem neuen Bischof von St. Gallen, in Obersee Nachrichten, 13 aprile 1995,  p. 5.
- Miteinander unterwegs: Brief des Bischofs von St. Gallen an seine Gemeinden, collana Wort des Bischofs von St. Gallen zur Fastenzeit, San Gallo, Bischöfliche Kanzlei, 1996,  p. 7.
- In Gemeinschaft Glauben: Wort des Bischofs zum Jubiläum 150 Jahre Bistum St. Gallen, collana Brief des Bischofs von St. Gallen an die Gläubigen, San Gallo, Bischöfliche Kanzlei, 1997,  p. 8.
- 250 Jahre Jakobuskirche Steinach, 125 Jahre Kath. Kirchenchor Steinach, 1997,  p. 48.
- Bischof, Bistum und Konfessionsteil, in Schweizerische Kirchen-Zeitung, n. 26, 1997,  pp. 406–410.
- con Delf Bucher, "Wir stehen vor einem epochalen Übergang": im Gespräch mit dem St. Galler Bischof Ivo Fürer, in Sonntag. Jg, vol. 78, n. 15, 1997,  pp. 28–31.
- Berufen zum Dienst am Glauben: Brief des Bischofs von St. Gallen an seine Pfarreien, collana Wort des Bischofs von St. Gallen zur Fastenzeit, San Gallo, Kath. Administration, 1998,  p. 7.
- Kontinentale und nationale Kirchenstrukturen, in ?, 1998,  pp. 251–261.
- Der Mensch lebt nicht nur von Brot, er lebt von jedem Wort, das Gott spricht (vgl. Mt. 4,4), collana Brief des Bischofs von St. Gallen an die Gläubigen, San Gallo, Kath. Administration, 1999,  p. 5.
- An der Schwelle zum Dritten Jahrtausend, collana Brief des Bischofs von St. Gallen an die Gläubigen, San Gallo, Bischöfliche Kanzlei, 2000,  p. 6.
- Wir glauben, collana Brief des Bischofs von St. Gallen an die Gläubigen, San Gallo, Bischöfliche Kanzlei, 2002,  p. 7.
- Von Jesus ergriffen - Gott entdecken, collana Brief des Bischofs von St. Gallen an die Gläubigen, San Gallo, Bischöfliche Kanzlei, 2003,  p. 7.
- Die Weihnachtskrippe in der Kathedrale St. Gallen, San Gallo, Baliarda, 2003,  p. 30.
- "Glaube, Hoffnung und Liebe": alt-Bischof Otmar Mäder in St. Gallen gestorben, in Linth Zeitung, 28 aprile 2003.
- Benediktinerinnen-Abtei St. Gallenberg in Glattburg bei Oberbüren, San Gallo, Verlag am Klosterhof, 2004,  p. 367, ISBN 978-3906616674.
- Kirche auf dem Weg in die Zukunft, collana Brief des Bischofs von St. Gallen an die Gläubigen, 2004.
- Warum Priester?, collana Brief des Bischofs von St. Gallen an die Gläubigen, 2005.
- Gott, wer bist du ?: Brief des Bischofs von St. Gallen an die Gläubigen 2006, San Gallo, 2006,  p. 8.
- con Matthias-Grünewald-Verlag, Die Entwicklung Europas fordert die Kirchen heraus Die Tätigkeit des Rates der Europäischen Bischofskonferenzen (CCEE) von seiner Gründung 1971 bis 1996, Ostfildern, 2018,  p. 349, ISBN 978-3786731641.
- Kirche im Wandel der Zeit Konzil, Synode 72 und die Zusammenarbeit der Bischöfe Europas, collana Edition NZN bei TVZ, Zurigo, Theologischer Verlag Zürich, 2018,  p. 158, ISBN 978-3290201753.
- Religionsfreiheit im heutigen Verständnis der katholischen Kirche.
- Als erben des heiligen Gallus vor einer neuen Epoche der Kirche, in Zwischen Kirche und Staat,  pp. 175–198.
- Religionsfreiheit im heutigen Verständnis der katholischen Kirche.

## Genealogia episcopale e successione apostolica
La genealogia episcopale è:
- Cardinale Scipione Rebiba
- Cardinale Giulio Antonio Santori
- Cardinale Girolamo Bernerio, O.P.
- Vescovo Claudio Rangoni
- Arcivescovo Wawrzyniec Gembicki
- Arcivescovo Jan Wężyk
- Vescovo Piotr Gembicki
- Vescovo Jan Gembicki
- Vescovo Bonawentura Madaliński
- Vescovo Jan Małachowski
- Arcivescovo Stanisław Szembek
- Vescovo Felicjan Konstanty Szaniawski
- Vescovo Andrzej Stanisław Załuski
- Arcivescovo Adam Ignacy Komorowski
- Arcivescovo Władysław Aleksander Łubieński
- Vescovo Andrzej Stanisław Młodziejowski
- Arcivescovo Kasper Kazimierz Cieciszowski
- Vescovo Franciszek Borgiasz Mackiewicz
- Vescovo Michał Piwnicki
- Arcivescovo Ignacy Ludwik Pawłowski
- Arcivescovo Kazimierz Roch Dmochowski
- Arcivescovo Wacław Żyliński
- Vescovo Aleksander Kazimierz Bereśniewicz
- Arcivescovo Szymon Marcin Kozłowski
- Vescovo Mečislovas Leonardas Paliulionis
- Arcivescovo Bolesław Hieronim Kłopotowski
- Arcivescovo Jerzy Józef Elizeusz Szembek
- Vescovo Stanisław Kazimierz Zdzitowiecki
- Cardinale Aleksander Kakowski
- Papa Pio XI
- Cardinale Alfredo Ildefonso Schuster, O.S.B.
- Cardinale Gustavo Testa
- Vescovo Joseph Hasler
- Vescovo Otmar Mäder
- Vescovo Ivo Fürer

La successione apostolica è:
- Vescovo Markus Büchel (2006)